# Stickin' Around
Rabiscos Ariscos (no Brasil), Deixa-te Estar ou O Mundo Fantástico de Stacy e Bradley (em Portugal), ou Stickin' Around no original, é um desenho animado canadense produzido pela Nelvana Limited em 1996. No Brasil, foi exibido pela Nickelodeon entre 1998 e 2000, e desde então nunca mais foi exibido no Brasil. Já em Portugal, foi exibido na RTP1 e na RTP2 com dobragem portuguesa entre 2000 e 2001 e mais tarde no Canal Panda na versão original em inglês com legendagem portuguesa entre outubro de 2005 ate abril de 2007.
Tem como protagonistas uma menina de 9 anos chamada Stacy e um garoto de igual idade denominado Bradley, perfeitamente normais. Estes dois passam a vida imaginando como seria o futuro ou mudando a sua visão do mundo para tornar as coisas mais divertidas. Mas apenas na imaginação deles.
Têm um leque de amigos que inclui Dill, um garoto que não consegue parar de falar altíssimo, Polly, uma menina com muita cultura, Melody, uma paraplégica simpática, Mr. Doddler (ou Mr. D), Stella, a mãe de Stacy, Stanley, o pai (um pequeno inventor amalucado), Mr. Lederhosen, professor de ginástica dos dois, Miss Mobley, professora, Mr. Coffin, o diretor da escola, Mrs Salazar, uma vizinha espanhola e ainda os outros dois que passam a vida batendo no Bradley, sendo eles Lance e Russel (Russel é uma criança muito mal-cheirosa).